# الروضة (بني ضبيان)

تعديل مصدري - تعديل

الروضة هي إحدى قرى عزلة بني ضبيان بمديرية بني ضبيان التابعة لمحافظة صنعاء، بلغ تعداد سكانها 156 نسمة حسب تعداد اليمن لعام 2004.